# Qantassaurus
Qantassaurus ("ještěr společnosti Qantas Airlines") byl rod ornitopodního dinosaura z kladu Elasmaria, žijícího na území současné jihovýchodní Austrálie.

## Popis
Qantassaurus byl malý, asi 1,4 metru dlouhý a 20 kg vážící dvounohý býložravý dinosaurus. Žil asi před 115 miliony let (spodní křída) na území dnešní jižní Austrálie, v místě za někdejším jižním polárním kruhem. Zkameněliny tohoto "polárního" dinosaura objevila paleontologická manželská dvojice Richových v roce 1996 nedaleko Inverlochu. Jméno bylo zvoleno podle australských aerolinií Qantas.

## Paleoekologie
Tento dinosaurus vykazoval četné adaptace k životu v chladném a temném prostředí. Je pravděpodobné, že byl do jisté míry teplokrevný. Ve spodní čelisti měl pouze 12 zubů, v horní 14. Čelist byla poměrně krátká a silná. Qantassaurus se pravděpodobně živil kapradinami a jinou nízko rostoucí vegetací. Před predátory se zachraňoval rychlým útěkem, mohl však využívat také maskování v podobě zbarvení těla, splývajícího s okolní vegetací.

## Objev
Qantassaurus byl popsán jen na základě několika dolních čelistí a zubů. Druh byl totiž nalezen v lokalitě Dinosaur Cove v jihovýchodní Victorii spolu s rody Fulgurotherium, Atlascopcosaurus a Leaellynasaura. Není tudíž jednoduché určit jestli tyto kosti opravdu patří kvantasaurovi.